# Julia Druskus

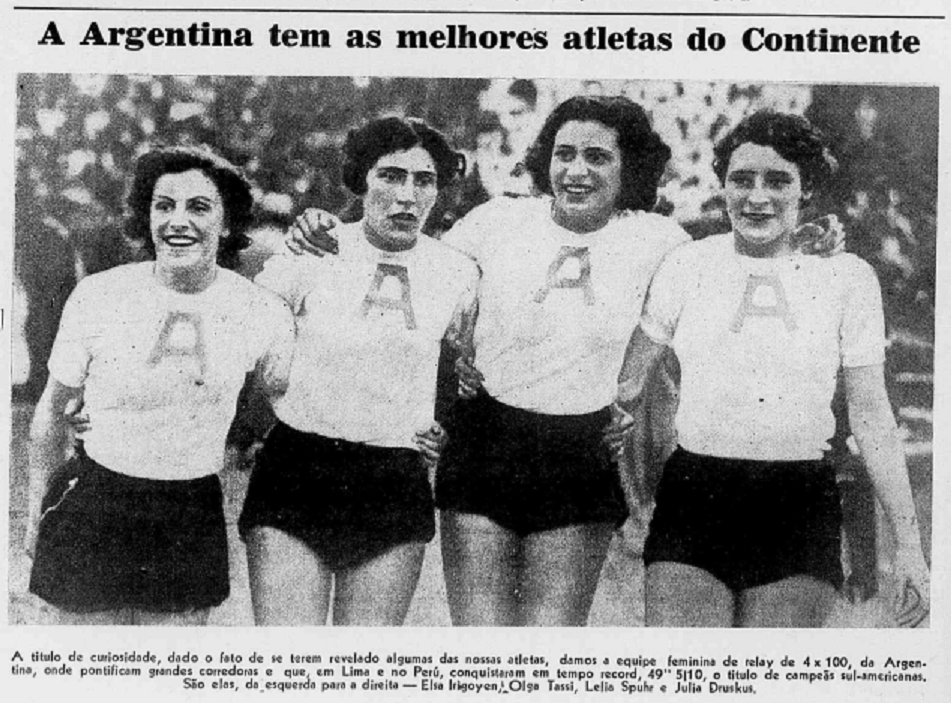
De izquierda a derecha: Elsa Irigoyen, Olga Tassi, Lelia Spuhr y Julia Druskus.

Julia Druskus (13 de agosto de 1918 - ?) fue una atleta argentina que compitió en el Campeonato Sudamericano de Atletismo de 1939, celebrado del 25 al 28 de mayo en Lima, Perú, donde consiguió dos medallas.
Detrás de la ecuatoriana Carola Castro y de la también argentina Lelia Spuhr, fue medalla de bronce en los 100 m. Asimismo, junto a Lelia Spuhr, Olga Tassi y Elsa Irigoyen integró el equipo argentino que ganó el oro en los 4 x 100 m con récord sudamericano (49s 5/10).